# 沈源深
沈源深（1843年—1893年），字叔眉，号和庵，河南開封府祥符縣人。清朝政治人物。

## 生平
咸豐十年（1860年）庚申恩科進士。累官內閣侍讀學士。歷光禄寺卿、大理寺卿、左副都御史。出督福建學政，升兵部右侍郎。卒於任內。著有《劝学浅语》等。